# Conon de Genève
Ne doit pas être confondu avec l'évêque Conon de Genève, son oncle.
Pour les articles homonymes, voir Conon.
Conon de Genève est un seigneur issu de la dynastie des Géroldiens ou maison de Genève, second comte de Genève attesté vers 1061.

## Biographie
Conon — que l'on trouve également sous les formes Cono ou Conrad — est le fils du comte Gérold de Genève, et de Gisèle (de Bourgogne ?), selon notamment Samuel Guichenon (1660) ou les historiens de la Société d'histoire et d'archéologie de Genève. Duparc considérait qu'il pouvait être le fils de la seconde épouse du comte, Tetberge/Thetberge/Thietburge.
Sa sœur, Jeanne épouse le comte Amédée II de Maurienne et il a pour frère ou demi-frère, Aymon Ier.
Conon est mentionné en 1061 dans une donation, avec le consentement de son père, de l'église de la paroisse de Saint-Marcel, dans l'Albanais, à l'abbaye d'Ainay. Un second acte, de 1080, indique que son frère Aymon lui a succédé.